# Grønlandsrådet
Grønlandsrådet var en dansk institution som upprättades 1964 för att ersätta Folketingets Grönlandsutskott. Rådet bestod av tio medlemmar, fem danska och fem grönländska politiker, samt en ordförande som utsågs av regenten. Rådet existerade fram till 1979, då Grönland gick över till självstyre, och till uppgifterna hörde bl.a. att utarbeta investeringsprogram, följa inkomstutvecklingen och lösa driftsproblem. Bland rådets medlemmar kan nämnas Lis Groes, Jonathan Motzfeldt och Peter Brixtofte.